# ハナマル☆センセイション/愛情◎エデュケイション
「ハナマル☆センセイション/愛情◎エデュケイション」は、Little Nonの4作目のシングル。2007年10月12日にMellow Headから発売された。

## 概要
前作「サクラサク」から約1年8ヶ月ぶりのリリースであり、ランティス移籍後初のシングル。表題曲「ハナマル☆センセイション」、「愛情◎エデュケイション」はそれぞれテレビアニメ、OVA『こどものじかん』のエンディングテーマとして使用された。

## 収録曲
（全作詞・作曲：Little Non、編曲：nishi-ken）
1. ハナマル☆センセイション [3:46]
2. 愛情◎エデュケイション [3:48]
3. ハナマル☆センセイション（instrumental）
4. 愛情◎エデュケイション（instrumental）

## タイアップ
| 曲名                    | タイアップ                                       |
| ----------------------- | ------------------------------------------------ |
| ハナマル☆センセイション | テレビアニメ『こどものじかん』エンディングテーマ |
| 愛情◎エデュケイション   | OVA『こどものじかん』エンディングテーマ          |